# Íjászat a 2010. évi nyári ifjúsági olimpiai játékokon
A 2010. évi nyári ifjúsági olimpiai játékokon az íjászat versenyeinek Szingapúrban a Kallang Field adott otthont augusztus 18. és 21. között. A fiúknál és a lányoknál is 1–1 egyéni versenyt rendeztek, illetve egy vegyes csapat versenyszám is volt.

## Éremtáblázat
(Az egyes számoszlopok legmagasabb értéke, vagy értékei vastagítással kiemelve.)
| A 2010. évi nyári ifjúsági olimpiai játékok éremtáblázata íjászatban | A 2010. évi nyári ifjúsági olimpiai játékok éremtáblázata íjászatban | A 2010. évi nyári ifjúsági olimpiai játékok éremtáblázata íjászatban | A 2010. évi nyári ifjúsági olimpiai játékok éremtáblázata íjászatban | A 2010. évi nyári ifjúsági olimpiai játékok éremtáblázata íjászatban | Olimpia  |
| -------------------------------------------------------------------- | -------------------------------------------------------------------- | -------------------------------------------------------------------- | -------------------------------------------------------------------- | -------------------------------------------------------------------- | -------- |
|                                                                      | Ország                                                               | Arany                                                                | Ezüst                                                                | Bronz                                                                | Összesen |
| 1.                                                                   | Dél-Korea (KOR)                                                      | 1                                                                    | 0                                                                    | 0                                                                    | 1        |
| 1.                                                                   | Egyiptom (EGY)                                                       | 1                                                                    | 0                                                                    | 0                                                                    | 1        |
| –                                                                    | Nemzetek vegyes csapatai                                             | 1                                                                    | 1                                                                    | 1                                                                    | 3        |
|                                                                      |                                                                      |                                                                      |                                                                      |                                                                      |          |
| 3.                                                                   | Hollandia (NED)                                                      | 0                                                                    | 1                                                                    | 0                                                                    | 1        |
| 3.                                                                   | Tajvan (TPE)                                                         | 0                                                                    | 1                                                                    | 0                                                                    | 1        |
|                                                                      |                                                                      |                                                                      |                                                                      |                                                                      |          |
| 5.                                                                   | Oroszország (RUS)                                                    | 0                                                                    | 0                                                                    | 2                                                                    | 2        |
|                                                                      |                                                                      |                                                                      |                                                                      |                                                                      |          |
| Összesen                                                             | Összesen                                                             | 3                                                                    | 3                                                                    | 3                                                                    | 9        |

## Érmesek
| Versenyszám                               | Arany                                       | Ezüst                                         | Bronz                                |
| ----------------------------------------- | ------------------------------------------- | --------------------------------------------- | ------------------------------------ |
| Fiú egyéni Döntő: augusztus 21., 16:12    | Ibrahim Sabry · Egyiptom (EGY)              | Rick van den Oever · Hollandia (NED)          | Bolot Tsybzhitov · Oroszország (RUS) |
| Lány egyéni Döntő: augusztus 20., 16:12   | Ye Ji Kwak · Dél-Korea (KOR)                | Ya-Ting Tan · Tajvan (TPE)                    | Tatiana Segina · Oroszország (RUS)   |
| Vegyes csapat Döntő: augusztus 19., 17:14 | Anton Karoukin (BLR) · Gloria Filippi (ITA) | Zoi Paraskevopoulou (GRE) · Gregor Rajh (SLO) | Elif Unsal Begunhan (TUR)            |
| Vegyes csapat Döntő: augusztus 19., 17:14 | Anton Karoukin (BLR) · Gloria Filippi (ITA) | Zoi Paraskevopoulou (GRE) · Gregor Rajh (SLO) | Abdub Dayya Mohamed Jaffar (SIN)     |